# Cadrete
Cadrete és un municipi de la província de Saragossa situat a la comarca de Saragossa. El 2023 tenia 4.569 habitants.